# Massacre de Thiaroye

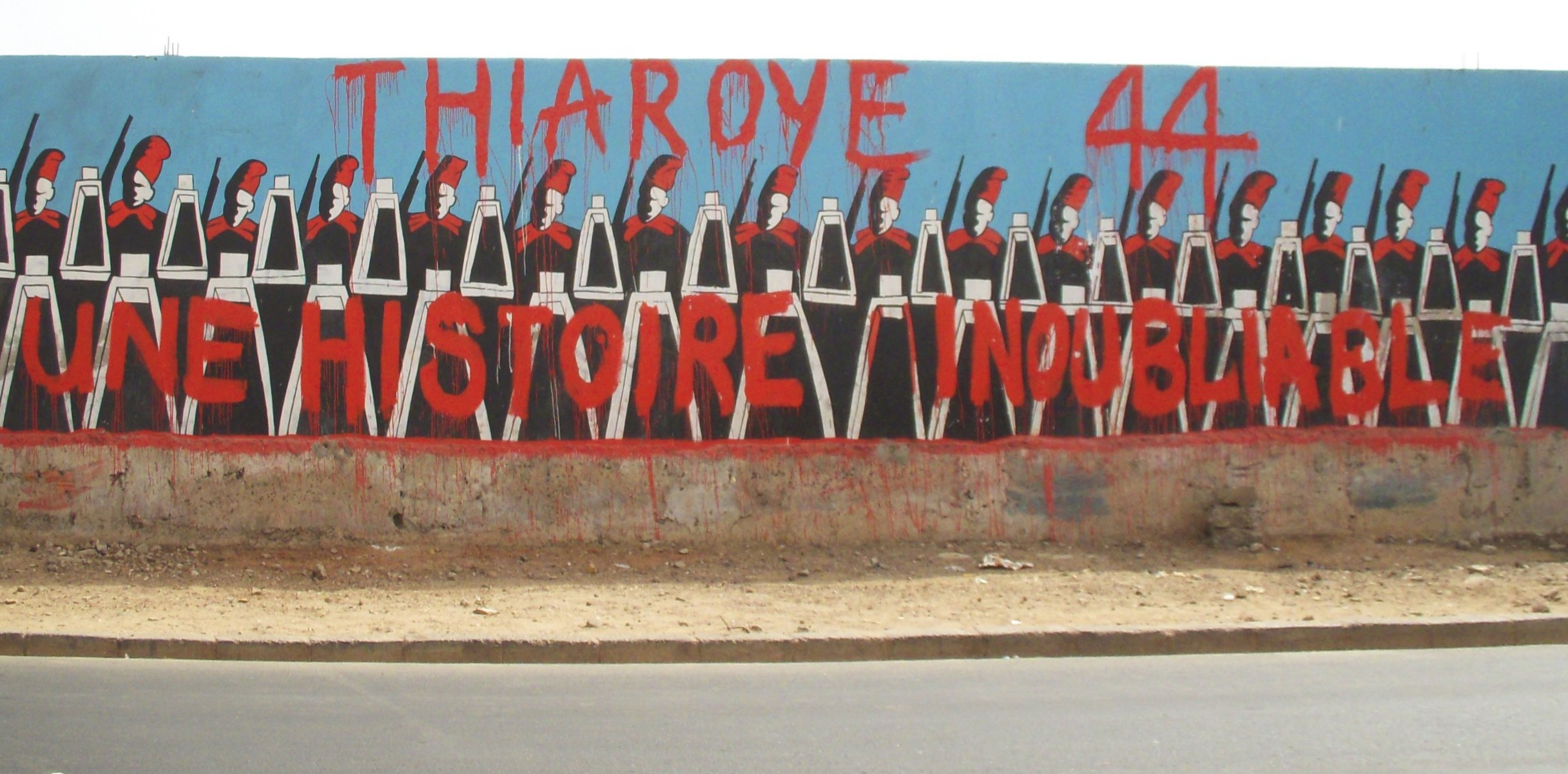
Fresc mural a Dakar commemoratiu de la massacre de Thiaroye de 1944.

La massacre de Thiaroye o tragèdia de Thiaroye va succeir l'1 de desembre de 1944 a la localitat homònima del Senegal quan gendarmes francesos, reforçats per tropes colonials, van disparar contra fusellers senegalesos recentment desmobilitzats que, en la seva majoria, eren, al seu torn, antics presoners de guerra, els qui es manifestaven per a reclamar el pagament del que l'exèrcit francès els devia. Com a resultat, 35 tirailleurs van ser assassinats i 34 van ser condemnats a presó.

## Context
En finalitzar la Segona Guerra Mundial al novembre de 1944, al voltant de 1.280 soldats africans originaris de diferents països de l'Àfrica Occidental Francesa, comunament coneguts com tirailleurs senegalesos o soldats d'infanteria senegalesos, van ser reagrupats en un camp de trànsit a una quinzena de quilòmetres del centre de Dakar. Aquestes tropes havien afrontat l'ofensiva alemanya de maig a juny de 1940 en primera línia de foc amb una taxa de pèrdues pròxima al 10%. Alguns tirailleurs, fets presoners o ferits, van arribar a ser massacrats per les tropes d'elit del Reich (la Tata senegalès de Chasselay en el departament del Roine recorda una d'aquestes massacres). Després d'aquest periple, se'ls va mantenir en captivitat a França, contràriament als altres presoners de guerra francesos enviats a Alemanya, atès que el règim nazi rebutjava tenir-los en el seu territori. Van ser utilitzats com a mà d'obra forçada, en contra dels Convenis de Ginebra.
La major part d'ells, concentrats en el Frontstalag (o «camp de presoners del front»), van ser emprats a les fàbriques. Alguns, especialment a Morlaix (departament de Finisterre) van ser emprats en la indústria de l'armament. Finalment, alguns van integrar-se a la Resistència aliada. Quan la Segona Guerra Mundial va acabar, van estar entre els primers presoners a ser alliberats, decidint-se la seva desmobilització. Després d'aquest procés, els soldats esperaven cobrar un peculi format pels seus pagaments endarrerits (que hauria d'haver-se ingressat abans d'embarcar-se en la contesa), una prima de desmobilització, i desitjaven poder retirar els diners estalviats durant la guerra de les seves llibretes de crèdit del Frontstalag.
En lloc de dur a terme l'anterior regularització de les quantitats que els eren degudes a França, el Ministre de les Colònies els va prometre ser desmobilitzats a Dakar, on van arribar el 21 de novembre de 1944. En el camí, quatre-cents d'entre ells van rebutjar embarcar després d'una escala a Casablanca (Protectorat francès del Marroc). Tres-cents tirailleurs sobre un total de 2.000 van rebutjar embarcar fins que la seva situació no fos regularitzada. No obstant això, els pagaments relatius a la desmobilització no van tenir lloc. Només se'ls va lliurar un avanç de la primera a l'octubre, abans de partir a la metròpoli. El comandament no va oferir cap mena de satisfacció als desmobilitzats sobre la conservació dels seus efectes personals. Per aquest motiu, un grup que havia d'haver estat enviat a Bamako va rebutjar emprendre el viatge, la qual cosa va provocar la visita del general Marcel Dagnan, el 28 de novembre. Els tirailleurs, reivindicant el que els era degut, van començar a protestar. Davant la seva visita, van començar a moure el seu vehicle, la seva autoritat va desaparèixer i va procedir a no respondre a cap pregunta sobre la regularització administrativa de la seva situació. Consternat, el general va considerar fins i tot haver estat molt prop d'haver estat segrestat.

## Demostració de força i massacre
El general Marcel Dagnan va prendre la decisió de realitzar una demostració de força, d'acord amb el seu superior, el general Yves de Boisboissel. Per a això, va tornar a acudir al camp acompanyat per gendarmes, reforçats per destacaments de soldats locals provinents del primer i setè regiment de tirailleurs senegalesos així com del sisè regiment d'artilleria colonial, i secundats per diversos blindats. Després de dues hores i mitja de discussió, va ordenar obrir foc, la qual cosa va causar trenta-cinc morts i sengles ferits greus, a més de centenars de ferits lleus. Tot seguit, tres-cents ex-tirailleurs van ser extrets del camp per a ser enviats a Bamako. Trenta-quatre supervivents, considerats com a instigadors de la revolta, van ser condemnats a penes d'un a deu anys de presó. A més, se'ls va condemnar a una multa de 100 francs de l'època i a la pèrdua dels seus drets d'indemnització per desmobilització. Van ser indultats al juny de 1947, durant la visita a Dakar de Vincent Auriol, President de la República Francesa, però no van recuperar els seus drets a disposar d'una pensió militar.

## Conseqüències
Aquesta massacre va provocar una presa de consciència sobre l'estat de desigualtat profunda en el qual la colonització mantenia a les poblacions locals. El seu record ha romàs vívid des de llavors. A l'agost de 2004, el dia 23 d'agost va ser declarat «dia del tirailleur senegalès» pel Senegal, convidant a altres estats africans d'origen dels tirailleurs a sumar-se a aquesta efemèride. Des de llavors, la massacre de Thiaroye es commemora aquest dia. El 18 de juliol de 2024, sis fusellers africans, executats juntament amb desenes més per ordre d'oficials de l'exèrcit francès el 1944 a Thiaroye, el Senegal, van ser declarats «morts per a França» per l'Oficina Nacional Francesa de Combatents i Víctimes de la Guerra.

## Filmografia
- Camp de Thiaroye (extracte del vídeo a Médiathèque donis Trois Mondes).
- Camp de Thiaroye, pel·lícula de 1988 dirigida per Ousmane Sembène i Thierno Faty Sow.